# Доходы будущих периодов
Доходы будущих периодов (англ. deferred income) — доходы, которые были получены в отчётном периоде, но которые будут начислены в будущих отчётных периодах и отразятся на финансовых результатах предприятия при наступлении периода, к которому они относятся.

## Определение
Ряд экономистов определяют доходы будущих периодов как средства, полученные (начисленные) в отчетном периоде, но относящиеся к будущим отчетным периодам. Доходы будущих периодов подлежат отнесению на финансовые результаты организации при наступлении периода, к которому они относятся. 

## Состав доходов будущих периодов
К доходам будущих периодов относятся:
- доходы, полученные в счёт будущих периодов;
- безвозмездные поступления;
- предстоящие поступления задолженности по недостачам, выявленным за прошлые годы;
- разница между суммой, подлежащей взысканию с виновных лиц, и балансовой стоимостью по недостачам ценностей;
- бюджетные средства, полученные на финансирование расходов согласно п. 9 ПБУ 13/2000;
- средства целевого бюджетного финансирования в виде грантов, технической помощи (содействия) и т.п.;
- и другие (однако, считается, что в ПБУ 9/99 ничего не говорится о доходах будущих периодов, а значит любые поступления должны включаться либо в состав доходов, либо отражаться в составе кредиторской задолженности без промежуточного отражения в составе доходов будущих периодов).

К доходам будущих периодов однозначно не относятся:
- арендная плата, поступившая в качестве предоплаты за несколько месяцев вперед (это авансы полученные). При расторжении договора аренды арендодателю придется вернуть полученную предоплату или ее часть;
- полученные суммы по длящемся договорам (это кредиторская задолженность).

## Доходы будущих периодов РСБУ
Согласно Плану счетов РСБУ счет 98 «Доходы будущих периодов» предназначен для обобщения информации о доходах, полученных (начисленных) в отчетном периоде, но относящихся к будущим отчетным периодам, а также предстоящих поступлениях задолженности по недостачам, выявленным в отчетном периоде за прошлые годы, и разницах между суммой, подлежащей взысканию с виновных лиц, и стоимостью ценностей, принятой к бухгалтерскому учету при выявлении недостачи и порчи.
В Плане счетов к счету 98 «Доходы будущих периодов» могут быть открыты следующие субсчета:
- 98.1 «Доходы, полученные в счет будущих периодов» учитывается движение доходов, полученных в отчетном периоде, но относящихся к будущим отчетным периодам: арендная или квартирная плата, плата за коммунальные услуги, выручка за грузовые перевозки, за перевозки пассажиров по месячным и квартальным билетам, абонементная плата за пользование средствами связи и др. По кредиту счета 98 в корреспонденции со счетами учета денежных средств или расчетов с дебиторами и кредиторами отражаются суммы доходов, относящихся к будущим отчетным периодам, а по дебету — суммы доходов, перечисленные на соответствующие счета при наступлении отчетного периода, к которому эти доходы относятся. Аналитический учет по субсчету 98.1 ведется по каждому виду доходов.
- 98.2 «Безвозмездные поступления» учитывается стоимость активов, полученных организацией безвозмездно. По кредиту счета 98 в корреспонденции со счетами 08 «Вложения во внеоборотные активы» и другими отражается рыночная стоимость активов, полученных безвозмездно, а в корреспонденции со счетом 86 «Целевое финансирование» — сумма бюджетных средств, направленных коммерческой организацией на финансирование расходов. Суммы, учтенные на счете 98, списываются с этого счета в кредит счета 91 «Прочие доходы и расходы»: по безвозмездно полученным основным средствам — по мере начисления амортизации; по иным безвозмездно полученным материальным ценностям — по мере списания на счета учета затрат на производство (расходов на продажу). Аналитический учет по субсчету 98-2 ведется по каждому безвозмездному поступлению ценностей.
- 98.3 «Предстоящие поступления задолженности по недостачам, выявленным за прошлые годы» учитывается движение предстоящих поступлений задолженности по недостачам, выявленным в отчетном периоде за прошлые годы. По кредиту счета 98 в корреспонденции со счетом 94 «Недостачи и потери от порчи ценностей» отражаются суммы недостач ценностей, выявленных за прошлые отчетные периоды (до отчетного года), признанных виновными лицами, или суммы, присужденные к взысканию по ним судом. Одновременно на эти суммы кредитуется счет 94 в корреспонденции со счетом 73 «Расчеты с персоналом по прочим операциям» (субсчет «Расчеты по возмещению материального ущерба»). По мере погашения задолженности по недостачам кредитуется счет 73 в корреспонденции со счетами учета денежных средств при одновременном отражении поступивших сумм по кредиту счета 91 «Прочие доходы и расходы» (прибыли прошлых лет, выявленные в отчетном году) и дебету счета 98.
- 98.4 «Разница между суммой, подлежащей взысканию с виновных лиц, и стоимостью по недостачам ценностей» учитывается разница между взыскиваемой с виновных лиц суммой за недостающие материальные и иные ценности и стоимостью, числящейся в бухгалтерском учете организации. По кредиту счета 98 в корреспонденции со счетом 73 отражается разница между суммой, подлежащей взысканию с виновных лиц, и стоимостью по недостачам ценностей. По мере погашения задолженности, принятой на учет по счету 73 «Расчеты с персоналом по прочим операциям», соответствующие суммы разницы списываются со счета 98 в кредит счета 91 «Прочие доходы и расходы».